# Alice Nyström
Alice Nyström (Luleå, 12 dicembre 1993) è una cestista svedese.

## Carriera
Con la Svezia ha disputato i Campionati europei del 2021.